# Chloromanganitany
Chloromanganitany jsou komplexní sloučeniny manganu v oxidačním stavu Mn3+, které tvoří anion pentachloromanganitanový [MnCl5]2−.

## Fyzikálně-chemické vlastnosti

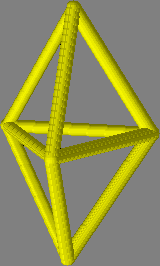
Trigonální (trojboká) bipyramida

Chloromanganitany se řadí k stabilnějším komplexům manganu. Snadno se připravují a jsou stabilní na vzduchu. komplex pentachloromanganitanový má v roztoku tmavě červenou barvu. Základ těchto komplexů je chlorid manganitý MnCl3.
Komplexy s anionem [MnCl5]2− krystalují v trigonálně bipyramidní soustavě a uspořádání elektronů centrálního atomu - manganu - je díky chloridový anionům vysokospinové.

## Příprava
Chlorid manganitý, od nějž jsou tyto komplexy odvozeny, je pravděpodobně přítomen v temně hnědém roztoku, který vzniká působením kyseliny chlorovodíkové na oxid manganičitý. Chlorid manganitý se ale nedá z tohoto roztkou získat.
2 MnO2 + 8 HCl → 2 MnCl3 + 4 H2O + Cl2
Z tohoto roztoku lze však získat podvojné nebo komplexní sloučeniny. Ty se získají pokud do tohoto roztoku přidáme alkalický chlorid a přidáváme kyselinu chlorovodíkovou za chlazení ledem. Tyto komplexy krystalizují z roztoku bezvodé nebo v případě pouze amonného komplexu jako monohydrát.
MnCl3 + 2 MICl --HCl→ M2I[MnCl5]

## Sloučeniny

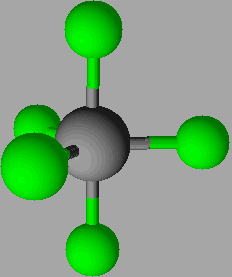
Pentachloromanganitanový anion

Pentachloromanganitany jsou sice stabilní, ale nemají žádné praktické využití, a proto se s nimi běžný člověk nesetká. Všechny tyto sloučeniny mají tmavě červenou barvu a jsou dobře rozpustné ve vodě. Krystalují bez hydratované vody nebo v případě pouze amonného komplexu jako monohydrát.